# Liste der denkmalgeschützten Objekte in Pec pod Čerchovem
Grundlage dieser Liste der denkmalgeschützten Objekte in Pec pod Čerchovem ist die ÚSKP-Liste (Ústřední seznam kulturních památek České republiky, deutsch Zentrale Liste der Kulturdenkmäler der Tschechischen Republik), die von der tschechischen Denkmalschutzbehörde NPÚ (Národní památkový ústav, deutsch Nationale Denkmalbehörde) seit 1987 geführt wird und an die seit dem Jahr 1850 geschaffenen Listen anschließt.

## Denkmalgeschützte Objekte nach Ortsteilen

### Pec pod Čerchovem
| Lage                            | Objekt    | Beschreibung | ÚSKP-Nr.                  | Bild |
| ------------------------------- | --------- | ------------ | ------------------------- | ---- |
| Pec pod Čerchovem 17 (Standort) | Bauernhof |              | 34822/4-2172 Info Katalog | BW   |